# Donald Bradman
Donald Bradman (anglès: Don Bradman)  (Cootamundra, 27 d'agost de 1908 - Kensington Park, 25 de febrer de 2001) va ser un jugador de criquet australià. És un dels millors anotadors de la història del joc i sovint se'l considera el millor jugador del segle XX. En partits internacionals de test, Bradman va marcar 6.996 corregudes per Austràlia i va establir un rècord amb la seva mitjana de 99,94 corregudes per partit, fet que se cita com l'assoliment més important d'un esportista en un dels grans esports.
Tot i que, segons es diu, a Bradman no li agradava la fama, el seu estatus emblemàtic el va convertir en una de les personalitats més conegudes d'Austràlia i possiblement la "primera celebritat" del país.
Durant una carrera de 20 anys com a jugador, Bradman va anotar constantment a un nivell que li va fer, en paraules de l'antic capità d'Austràlia Bill Woodfull, «valdre tres batedors per a Austràlia». Un controvertit conjunt de tàctiques, conegut com a Bodyline, va ser especialment ideat per l'equip de  Anglaterra per frenar la seva anotació. Com a capità i administrador, Bradman va apostar per un criquet ofensiu i entretingut; va atreure un nombre rècord d'espectadors. No obstant això, odiava l'adulació constant, que afectava la seva manera de tractar els altres. El fet que l'atenció se centrés en les seves actuacions individuals va tensar les relacions amb alguns companys d'equip, administradors i periodistes, que el consideraven distant i recelós. McGilvray (1986), pp 20-23. un parèntesi forçós a causa de la Segona Guerra Mundial, va tornar de forma espectacular, capitanejant un equip australià, l'Australian cricket team in England in 1948 conegut com «Els Invencibles» en una gira invicta que va batre el rècord d'Anglaterra.
Un home complex i molt motivat, poc donat a les relacions personals estretes, Bradman va mantenir una posició preeminent en el joc actuant com a administrador, seleccionador i escriptor durant tres dècades després de la seva retirada. Fins i tot després que es reclogués en els últims anys, la seva opinió era molt sol·licitada, i el seu estatus com a icona nacional seguia sent reconegut. Gairebé 50 anys després de la seva retirada com a jugador de proves, el 1997, el primer ministre John Howard d'Austràlia ho va qualificar com el «major australià viu». La imatge de Bradman ha aparegut en segells de correus i monedes, i un museu, el Bradman Museum & International Cricket Hall of Fame dedicat a la seva vida es va inaugurar quan encara vivia. Al centenari del seu naixement, el 27 d'agost de 2008, la Reial Casa de la Moneda d'Austràlia va emetre una moneda d'or commemorativa de 5 dòlars amb la imatge de Bradman. El 2009, va ser inclòs a títol pòstum a l'ICC Cricket Hall of Fame.
Va continuar jugant a criquet fins al 1948, als 40 anys, quan va liderar un equip australià de gira per Anglaterra. L'equip no va perdre cap partit en aquella gira i ara són llegendaris; són coneguts com Els Invencibles. Es va retirar del criquet de primera el 1949 i va ser nomenat cavaller el mateix any.

## Biografia

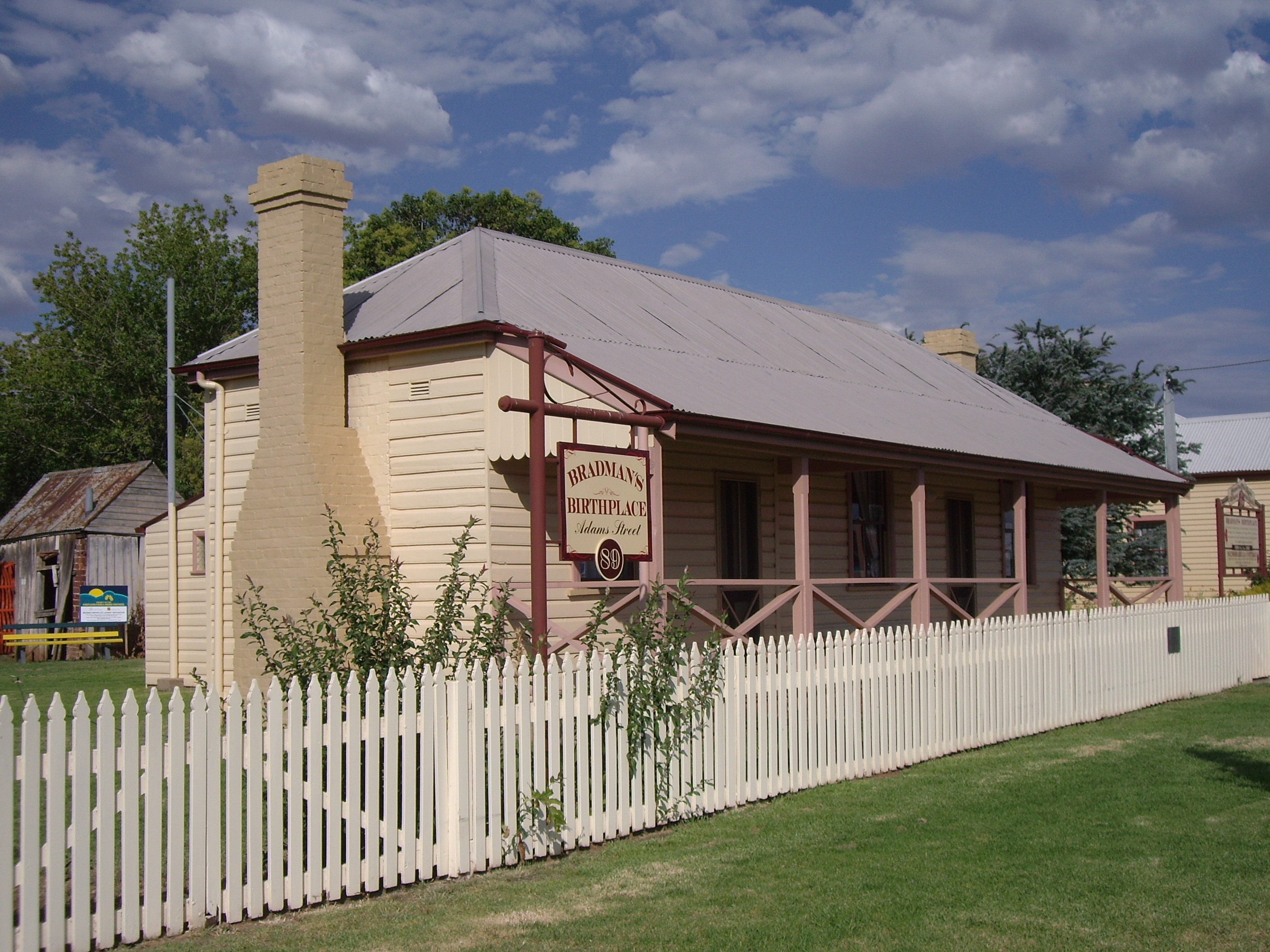
El lloc de naixement de Bradman a Cootamundra és ara un museu

Donald George Bradman era el fill menor de George i Emily (de soltera Whatman) Bradman, i va néixer el 27 d'agost de 1908 a Cootamundra, Nova Gal·les del Sud. Tenia un germà, Víctor, i tres germanes, Islet, Lilian i Elizabeth May. Bradman era d'herència anglesa per les dues parts de la seva família. El seu avi Charles Andrew Bradman se'n va anar de Withersfield, Suffolk, a Austràlia. Quan Bradman va jugar a Cambridge a l'Equip de criquet australià a Anglaterra el 1930 com a jove de 21 anys en la seva primera gira per Anglaterra, va aprofitar l'oportunitat per rastrejar els seus avantpassats a la regió. A més, un dels seus besavis va ser un dels primers a emigrar a Austràlia el 1826. Els pares de Bradman vivien al llogaret de Yeo Yeo, prop de Stockinbingal. La seva mare, Emily, li va donar a llum a la casa de Cootamundra de l'àvia Scholz, una llevadora. Aquesta casa és ara el Museu del Lloc de Naixement de Bradman. Emily era originària de Mittagong a les Southern Highlands (Nova Gal·les del Sud), i el 1911, quan Don Bradman tenia uns dos anys i mig, els seus pares van decidir traslladar-se a Bowral, a prop de Mittagong, per estar més a prop de la família i els amics de Emily, ja que la vida a Yeo Yeo estava resultant difícil.

###### Bradman jugador de criquet

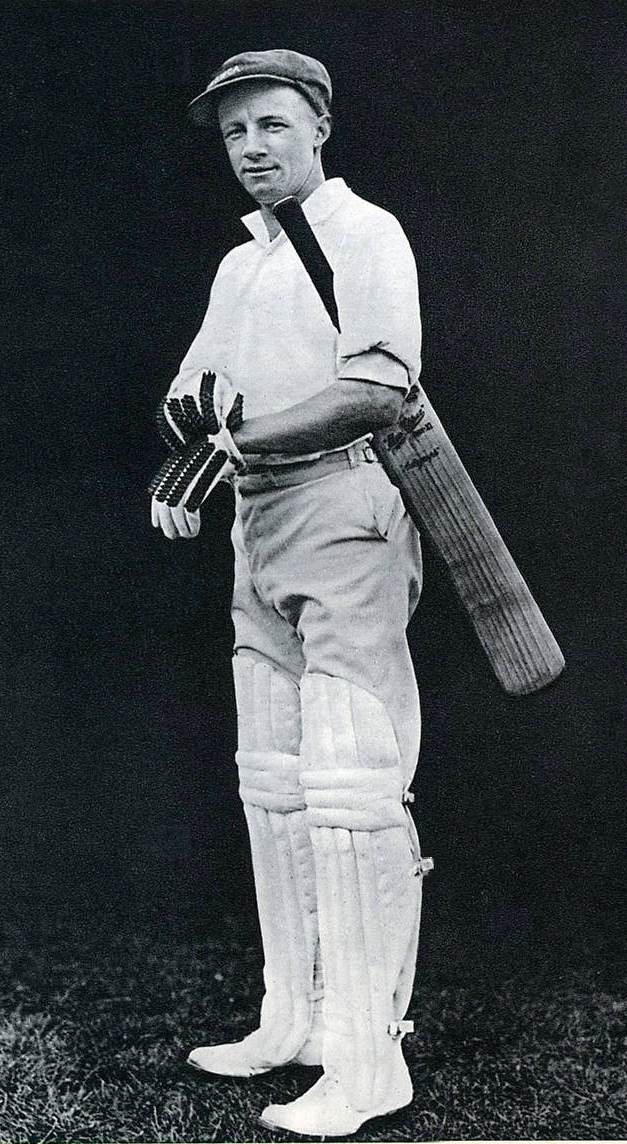
Bradman el 1928

Durant la temporada 1920-21, Bradman va actuar com scorerper a l'equip local de Bowral, capitanejat pel seu oncle George Whatman. A l'octubre del 1920, va substituir l'equip quan li faltava un home, anotant 37 no out i 29 en el seu debut. Durant la temporada, el pare de Bradman el va portar al Sydney Cricket Ground (SCG) per veure l'equip de cricket anglès a Austràlia en 1920-21 al test cricket. Aquell dia, Bradman es va formar una ambició. «No estaré mai satisfet», li va dir al seu pare, «fins que jugui en aquest camp». Bradman va deixar l'escola el 1922 i es va posar a treballar per a un agent immobiliari local que fomentava les seves activitats esportives donant temps lliure quan era necessari. Va deixar el criquet a favor del tennis durant dos anys, però va tornar a jugar al criquet el 1925-26.

###### Debut a primera classe
La següent temporada va continuar el ràpid ascens del "Noi de Bowral". Seleccionat per substituir el no apte Archie Jackson a l'equip de criquet de Nova Gal·les del Sud, Bradman va fer el seu debut en la primera categoria de cricket a l'Adelaide Oval, amb 19 anys. Va aconseguir aconseguir un centenar en el seu debut, amb una entrada de 118 en què va destacar el que aviat es va convertir en la seva marca: un joc de peus ràpid, una confiança tranquil·la i una ràpida anotació. En l'últim partit de la temporada, va aconseguir el seu primer segle a l'SCG, contra els campions del Sheffield Shield Victorian Bushrangers. Tot i el seu potencial, Bradman no va ser elegit per al segon equip australià que va realitzar una gira per Nova Zelanda.

## Prova per a la seva carrera

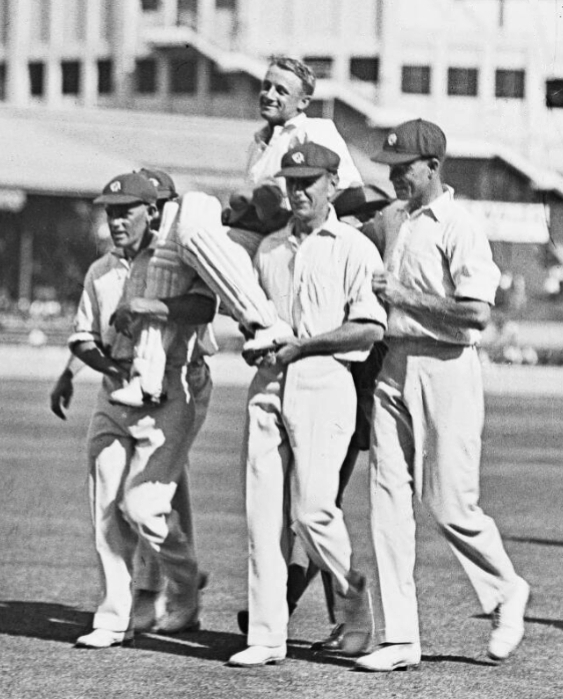
Bradman és tret del terreny pels seus oponents després d'anotar 452

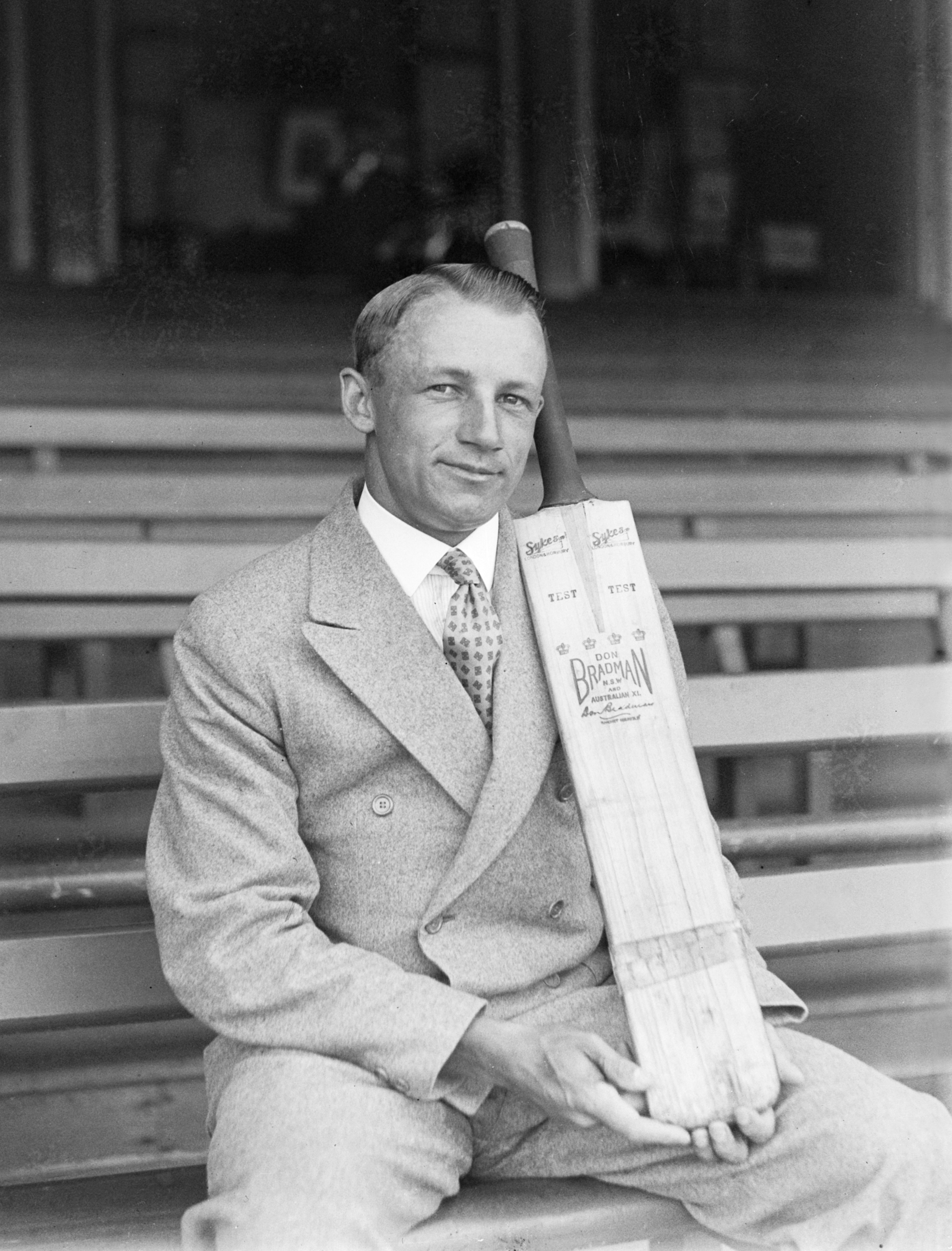
Bradman amb el seu bat Wm. Sykes, a principis de la dècada de 1930. El bat "Don Bradman Autograph" segueix sent fabricat avui dia per l'empresa successora de Sykes, Slazenger.

En el seu desè partit de primera classe, Bradman, anomenat "Braddles" pels seus companys d'equip, va trobar la primera prova com una dura experiència d'aprenentatge. Atrapats en un wicket enganxós, Austràlia va ser eliminada per 66 a les segones entrades i va perdre per 675 carreres (encara un rècord de proves). Després de les puntuacions de 18 i 1, els seleccionadors van baixar Bradman a twelfth man per a la segona prova. Una lesió de Bill Ponsford al principi del partit va obligar a Bradman a jugar com a substitut mentre Anglaterra acumulava 636 carreres, després de les 863 de la primera prova. Richard Whitington va escriure, «... només n'havia anotat dinou i aquestes experiències semblen haver-li fet pensar». cridat de nou per a la Tercera Prova al Melbourne Cricket Ground, Bradman va anotar 79 i 112 per convertir-se en el jugador més jove a fer un segle en una prova, encara que el partit es va perdre igualment. A la quarta prova es va produir una altra derrota. Bradman va arribar als 58 punts a la segona entrada i semblava que guiaria el seu equip cap a la victòria quan va ser expulsat. Va ser l'única expulsió de la seva carrera a les proves.

###### Gira per Anglaterra el 1930
Anglaterra era favorita per guanyar la sèrie d'Ashes de 1930, i si els australians volien superar les expectatives, els seus joves batedors, Bradman i Jackson, havien de prosperar. Amb la seva elegant tècnica de batuda, Jackson semblava la perspectiva més brillant de la parella. No obstant això, Bradman va començar la gira amb 236 a Worcester i va arribar a marcar 1000 curses en primera classe abans de finals de maig, sent el cinquè jugador (i el primer australià) en aconseguir aquesta rara gesta. En la seva primera aparició en un test a Anglaterra, Bradman va anotar 131 a la segona entrada, però Anglaterra va guanyar el partit. El seu bato va aconseguir un nou nivell en la segona prova a Lord's Cricket Ground on va anotar 254 i Austràlia va guanyar i va igualar la sèrie. Més tard, Bradman va qualificar aquesta entrada com la millor de la seva carrera, ja que «gairebé sense excepció, cada bola anava on havia d'anar». Wisden va assenyalar el seu ràpid joc de peus i com copejava la pilota «per tot el wicket amb potència i precisió», així com el seu impecable concentració per mantenir la pilota a terra.

###### Heroi reaci

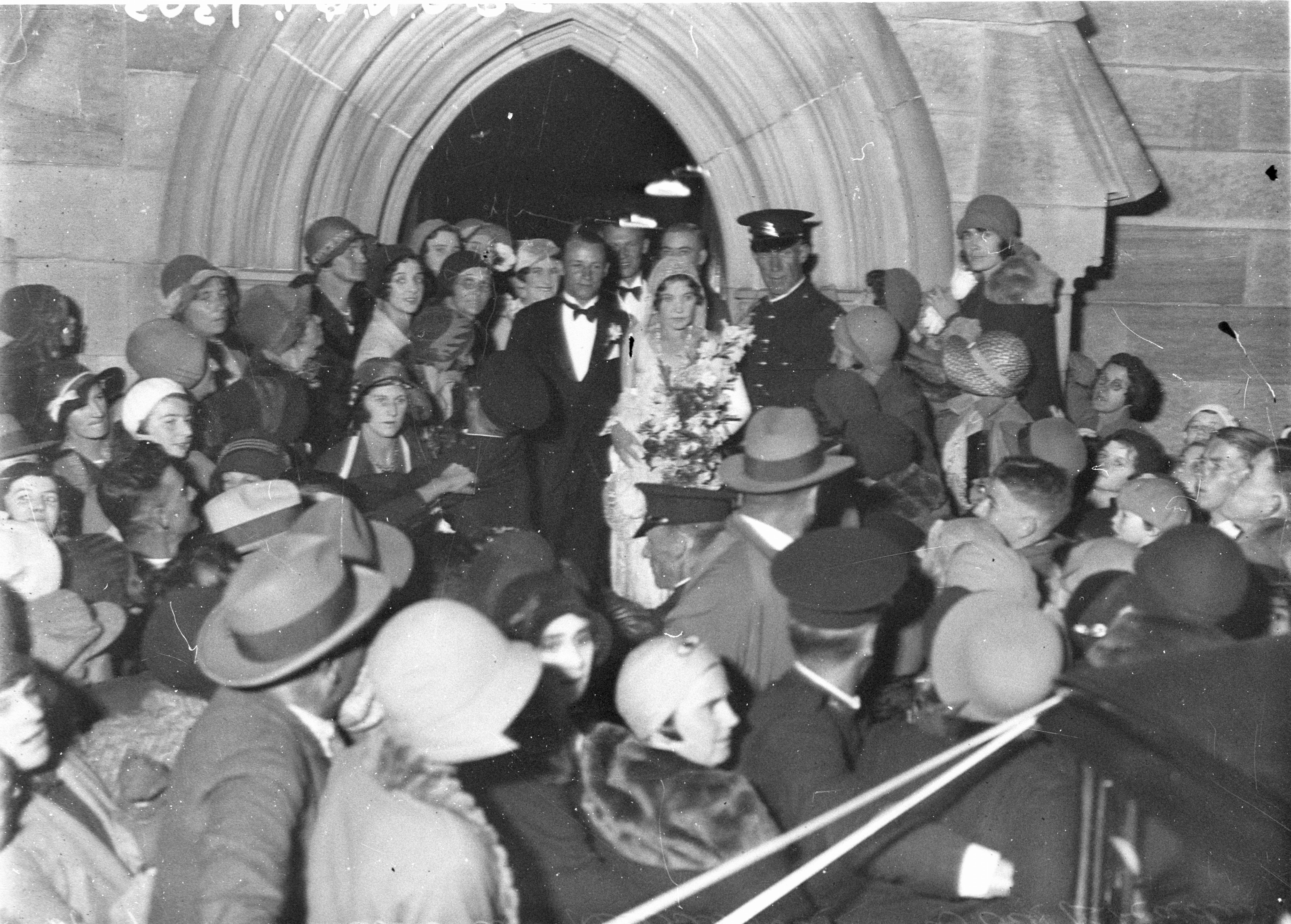
Centenars d'espectadors es reuneixen mentre els Bradman surten de l'església després de la seva cerimònia de casament a l'Església de Sant Pau, Burwood, el 30 d'abril del 1932.

El 1930-31, contra el primer equip de criquet de les Índies Occidentals que va visitar Austràlia, la puntuació de Bradman va ser més moderada que a Anglaterra, encara que va fer 223 en 297 minuts a la tercera prova a Brisbane i 152 en 154 minuts a la següent prova a Melbourne. No obstant, va anotar ràpidament en una seqüència d'entrades molt reeixida contra l'equip nacional de criquet de Sud-àfrica a l'estiu australià de 1931-32. Amb la selecció de Nova Gal·les del Sud contra els turistes, va fer 30, 135 i 219. En els partits de prova, va anotar 226 (277 minuts), 112 (155 minuts), 2 i 167 (183 minuts); els seus 299 no out a la quarta prova, a Adelaida, van establir un nou rècord de puntuació en una prova a Austràlia. Austràlia va guanyar nou dels deu tests jugats en les dues sèries.

###### Salut en declivi i frec amb la mort
En la seva temporada de comiat de NSW, Bradman va fer una mitjana de 132,44, el seu millor resultat fins a la data. Va ser nomenat vicecapità de l'equip de criquet australià a Anglaterra el 1934. No obstant, «no es trobava bé durant gran part de l'estiu [anglès], i els informes dels diaris insinuaven que patia problemes de cor». Tot i que va tornar a començar amb un doble cent a Worcester, la seva famosa concentració aviat el va abandonar. Wisden va escriure:
| «         | ...va haver-hi moltes ocasions en les quals va fer cops salvatges. De fet, en un moment va fer la impressió que, fins a cert punt, havia perdut el control de si mateix i va entrar a batre amb un menyspreu gairebé total per qualsevol cosa en forma de cop defensiu. | » |
| — Wisden, | |   |

Aquella nit, Bradman va rebutjar una invitació a sopar de Neville Cardus, dient-li al periodista que volia ficar-se al llit d'hora perquè l'equip ho necessitava per fer un doble cent l'endemà. Cardus va assenyalar que la seva entrada anterior al terreny era de 334, i la «llei de les mitjanes» estava en contra d'una altra puntuació semblant. Bradman li va dir a Cardus: "No crec en la llei de les mitjanes". llavors rècord mundial de 388 amb Bill Ponsford. Quan finalment va ser eliminat per 304 (473 boles, 43 fours i 2 sixes), Austràlia tenia un avantatge de 350 carreres, però la pluja els va impedir forçar la victòria. L'esforç de les llargues entrades va esgotar les reserves d'energia de Bradman, i no va tornar a jugar fins a la cinquena prova a The Oval, el partit que decidiria les aspes.
A les primeres entrades a The Oval, Bradman i Ponsford van registrar una associació encara més massiva, aquesta vegada de 451 carreres. Havien trigat menys d'un mes a batre el rècord que havien establert a Headingley; aquest nou rècord mundial duraria 57 anys. La quota de Bradman a l'estand va ser de 244 de 271 boles, i el total australià de 701 va establir la victòria per 562 carreres. Per quarta vegada en cinc sèries, els Ashes van canviar de mans. Anglaterra no els tornaria a recuperar fins després de la retirada de Bradman.
Aparentment restablert, Bradman va marcar dos segles en els dos darrers partits de la gira. Tot i això, quan va tornar a Londres per preparar el viatge de tornada a casa, va experimentar un fort dolor abdominal. Un metge va trigar més de 24 hores a diagnosticar una apendicitis aguda i un cirurgià el va operar immediatament. Bradman va perdre molta sang durant les quatre hores que va durar la intervenció i es va produir una peritonitis. La penicil·lina i la sulfonamides eren encara tractaments experimentals en aquell moment; la peritonitis solia ser una afecció mortal i que es necessitaven urgentment donants de sang.
"L'efecte de l'anunci va ser gairebé espectacular". L'hospital no va poder fer front al nombre de donants i va tancar la centraleta davant l'allau de trucades telefòniques que va generar la notícia. Els editors van demanar als periodistes que preparessin obituaris. El seu company Bill O'Reilly va rebre una trucada del secretari del rei Jordi V demanant que mantingués informat al Rei de la situació. Jessie Bradman va emprendre el viatge d'un mes a Londres així que va rebre la notícia. Pel camí, va sentir la remor que el seu marit havia mort. Una trucada telefònica va aclarir la situació i per quan va arribar a Londres, Bradman havia començat una lenta recuperació. Va seguir els consells mèdics per convaler, trigant diversos mesos a tornar a Austràlia i perdent-se la temporada australiana de 1934-35.

## Després del criquet
Després de tornar a Austràlia, Bradman va jugar en el seu propi «partit testimonial» a Melbourne, anotant el seu 117è i darrer cent, i rebent 9342 lliures esterlines de recaptació. En els 1949 New Year Honours, va ser nomenat Knight Bachelor pels seus serveis al joc, convertint-se en l'únic jugador de criquet australià a ser nomenat cavaller. Va comentar que «hauria preferit seguir sent només Mister». L'any següent va publicar unes memòries, Farewell to Cricket. Bradman va acceptar ofertes del Daily Mail per viatjar amb els equips australians de 1953 i 1956 a Anglaterra i escriure sobre ells. L'art del cricket, el seu darrer llibre publicat el 1958, és un manual d'instruccions.

###### Anys posteriors i mort
Després de la mort de la seva dona el 1997, Bradman va patir "un discernible i no inesperat pansiment d'esperit". L'any següent, al seu 90 aniversari, va organitzar una reunió amb els seus dos jugadors moderns favorits, Shane Warne i Sachin Tendulkar, però no se'l va tornar a veure al seu lloc familiar a l'oval d'Adelaida. Hospitalitzat per una pneumònia el desembre del 2000, va tornar a casa seva a Cap d'Any i allà va morir el 25 de febrer del 2001, als 92 anys.
El 25 de març de 2001 es va celebrar un servei commemoratiu de la vida de Bradman a la Catedral de Sant Pere d'Adelaida. Al servei van assistir nombrosos exjugadors de criquet i actuals, així com el primer ministre d'Austràlia, John Howard, el líder de l'oposició Kim Beazley i l'exprimer ministre Bob Hawke. Els elogis van ser pronunciats per Richie Benaud i el governador general d'Austràlia William Deane. El servei es va retransmetre en directe per ABC Television a una audiència d'1,45 milions d'espectadors. Prèviament es va celebrar un servei privat per a familiars i amics al Cementiri Centennial Park al suburbi de Pasadena, a Austràlia del Sud, amb molta gent alineada tant als carrers Greenhill com a Goodwood per presentar els seus respectes al pas de la seva caravana fúnebre.
Va escriure el llibre de memòries Farewell to Cricket (1950) i el manual d'entrenament The Art of Cricket (1958).
L'asteroide (2472) Bradman, descobert el 1973 per Luboš Kohoutek, ha rebut el seu nom en el seu honor.